# Лейёне — ван дер Бен, Хелен
Хелена Йоханна (Хелен) Лейёне — ван дер Бен (нидерл. Helena Johanna (Helen) Lejeune — van der Ben, 25 июля 1964, Амстердам, Нидерланды) — нидерландская хоккеистка (хоккей на траве), защитник. Бронзовый призёр летних Олимпийских игр 1988 года, участница летних Олимпийских игр 1992 года, чемпионка мира 1990 года, чемпионка Европы 1987 года.

## Биография
Хелен Лейёне родилась 25 июля 1964 года в Амстердаме.
Играла в хоккей на траве за ХГК из Вассенара и «Амстердамсе».
В 1987 году завоевала золотые медали чемпионата Европы в Лондоне.
В 1988 году вошла в состав женской сборной Нидерландов по хоккею на траве на летних Олимпийских играх в Сеуле и завоевала бронзовую медаль. Играла на позиции защитника, провела 5 матчей, забила 2 мяча (по одному в ворота сборных США и Аргентины).
В 1990 году завоевала золотую медаль чемпионата мира в Сиднее.
В 1992 году вошла в состав женской сборной Нидерландов по хоккею на траве на летних Олимпийских играх в Барселоне, занявшей 6-е место. Играла на позиции защитника, провела 5 матчей, забила 4 мяча (два в ворота сборной Новой Зеландии, по одному — Великобритании и Канаде).
В 1987 году выиграла Трофей чемпионов, в 1991 году стала бронзовым призёром.
После Олимпиады завершила игровую карьеру.
В 1984—1992 годах провела за сборную Нидерландов 121 матч, забила 57 мячей.
По окончании игровой карьеры работала тренером, возглавляла ХГК.